# Sex, Chips & Rock n' Roll
Sex, Chips & Rock n' Roll är en brittisk miniserie från 1999 skapad av Debbie Horsfield och regisserad av John Woods. I huvudrollerna ses Gillian Kearney, Emma Cooke, Sue Johnston, Phil Daniels, Joseph McFadden och David Threlfall. I Sverige visades serien på SVT1 hösten år 2000. Soundtracket till serien gavs ut i oktober 1999. Serien har givits ut på vhs och dvd.

## Handling
Serien utspelar sig i Eccles, en förort till Salford år 1965; i handlingens centrum står familjen Brookes, främst de två 18-åriga tvillingsystrarna Elloise (Gillian Kearney) och Arden (Emma Cooke). De bor med sin far (Nicholas Farrell) och farmor (Sue Johnston) och arbetar i sin kusin Normans (David Threlfall) gatukök. En kväll möter systrarna The Ice Cubes, ett kompband till den framgångsrike sångaren Larry Valentine, intresse uppstår på vardera sida men flickornas farmor är inte lika förtjust. Bandets sångare Dallas (Joseph McFadden) och trummisen Justin (James Callis) uppvaktar varsin syster, med olika framgång. En talangtävling där vinnaren får spela in en demotape i London och diverse förvecklingar med bandet rör till såväl drömmar om kärlek som musik.

## Rollista i urval
- Ellie Brookes - Gillian Kearney
- Arden Brookes - Emma Cooke
- Irma Brookes - Sue Johnston
- Larry Valentine - Phil Daniels
- The Wolf (Justin DeVere Montague) - James Callis
- Tex Tunnicliffe - Julian Kerridge
- Dallas McCabe - Joseph McFadden
- Norman Kershawe - David Threlfall
- Alphonse - Brian Poyser
- Howard Brookes - Nicholas Farrell
- Hayley - Michelle Abrahams
- Clifford - Jim Hooper